# Benizalón
Benizalón és un municipi de la província d'Almeria, Andalusia. L'any 2005 tenia 308 habitants. La seva extensió superficial és de 32 km² i té una densitat de 9,6 hab/km². Les seves coordenades geogràfiques són 37° 12′ N, 2° 14′ O. Està situada a una altitud de 936 metres i a 60 quilòmetres de la capital de la província, Almeria.

## Demografia
| 1996 | 1998 | 1999 | 2000 | 2001 | 2002 | 2003 | 2004 | 2005 | 2006 |
| ---- | ---- | ---- | ---- | ---- | ---- | ---- | ---- | ---- | ---- |
| 328  | 324  | 324  | 304  | 291  | 309  | 305  | 302  | 308  | 328  |